# Les Surprises du divorce (film, 1933)
Pour les articles homonymes, voir Les Surprises du divorce (homonymie).
Pour plus de détails, voir Fiche technique et Distribution.
Les Surprises du divorce est un film français réalisé par Jean Kemm, sorti en 1933.

## Fiche technique
- Titre : Les Surprises du divorce
- Réalisation : Jean Kemm
- Scénario : Jean-Louis Bouquet, d'après la pièce d'Alexandre Bisson et Antony Mars
- Décors : Robert Gys
- Musique : Géo Sundy
- Société de production : Les Films Alex Nalpas
- Pays d'origine :  France
- Durée : 87 minutes
- Date de sortie : France, 10 mars 1933

## Distribution
- Léon Belières : M. Bourganeuf
- Mauricet : Henri Duval
- Nadine Picard : Diane
- Louis Blanche : Champeaux
- Charles Lamy : Corbulon
- Maximilienne : Mme Bonicart
- Simone Héliard : Gabrielle Bourganeuf
- Albert Broquin